# ТЕС Барроу-Айленд
20°47′31″ пд. ш. 115°26′48″ сх. д. / 20.79194° пд. ш. 115.44667° сх. д.
ТЕС Барроу-Айленд – теплова електростанція на північному заході Австралії, що є частиною заводу зі зрідження природного газу Горгон ЗПГ.
Основне обладнання електростанції складають п’ять встановлених на роботу у відкритому циклі газових турбін потужністю по 118 МВт.
Як паливо використовують природний газ. 
Також відомо, що на острові Барроу наявна електропідстанція, розрахована на роботу під напругою 132 кВ.